# 让·伊波利特·马里耶奥勒
让·伊波利特·马里耶奥勒（1855年5月22日—1934年6月18日）是一位法国历史学家，专攻十六世纪到十七世纪的法国历史，主要作品有《凯瑟琳·德·美第奇：瓦卢瓦王朝最后四十年》（Catherine de Médicis (1519-1589)）等。